# Bartłomiej Jaszka
Bartłomiej Jaszka (Ostrów Wielkopolski, Poljska, 16. lipnja 1983.) je poljski rukometaš i nacionalni reprezentativac. Jaszka je od 2007. član berlinskog Füchsea.
Igrač je tijekom igranja za Zagłębie Lubin u grupnoj fazi Lige prvaka 2007. protiv Flensburga pružio odličnu igru zbog čega je iste godine doveden u redove bundesligaša Füchse Berlina. Kao jedan od najboljih igrača njemačkog prvenstva, Jaszka je 2009. i 2010. sudjelovao na All-Star utakmicama njemačke Bundeslige.
Bartłomiej Jaszka je za poljsku reprezentaciju debitirao 16. travnja 2006. u utakmici protiv Rumunjske. Svoj najveći reprezentativni uspjeh igrač je ostvario 2009. na Svjetskom prvenstvu u Hrvatskoj gdje je Poljska osvojila treće mjesto. Tu je i sudjelovanje na Olimpijadi u Pekingu 2008. gdje je poljska reprezentacija bila peta.